# ヘンリー・ムーア (第3代ドロヘダ侯爵)

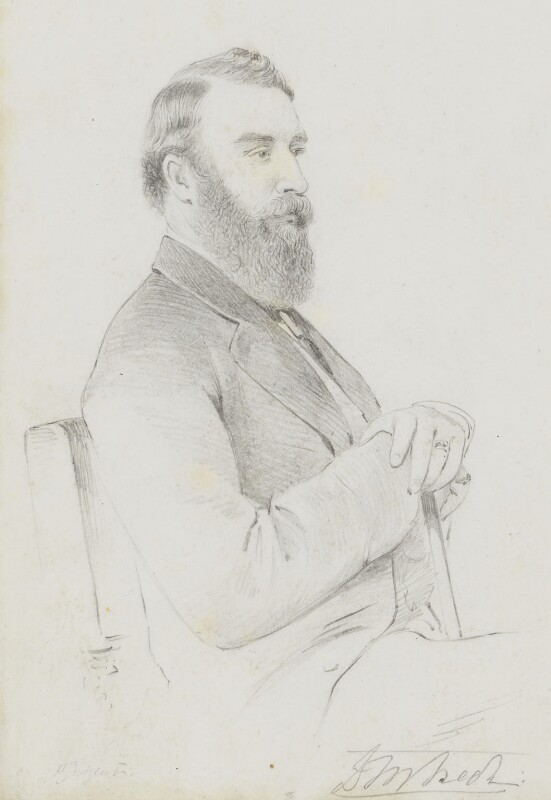
第3代ドロヘダ侯爵。フレデリック・サージェント（Frederick Sargent）による素描、おそらく1870年代。

第3代ドロヘダ侯爵ヘンリー・フランシス・シーモア・ムーア（英語: Henry Francis Seymour Moore, 3rd Marquess of Drogheda KP PC (Ire)、1825年8月14日 バース – 1892年6月29日 ロンドン）は、イギリスの貴族。1867年よりアイリッシュ・ターフクラブの理事を務め、アイルランドの競馬への貢献としてアイルランドにおける障害競走のルール整備が挙げられる。地方政治では1874年から1892年までキルデア統監を務めた。

## 生涯

### 生い立ち
ヘンリー・シーモア・ムーア卿（Lord Henry Seymour Moore、1825年8月没）と妻メアリー・レティシア（Mary Letitia、旧姓パーネル（Parnell）、1881年5月6日没、初代コングルトン男爵ヘンリー・ブルック・パーネルの娘）の息子として、1825年8月14日にバースで生まれた。1837年2月6日に伯父チャールズが死去すると、ドロヘダ侯爵位を継承した。同1837年ごろから1841年までイートン・カレッジで教育を受けた後、1841年にダブリン大学トリニティ・カレッジに進学、1845年にB.A.の学位を修得した。

### 政治において
1858年10月11日、アイルランド枢密院の枢密顧問官に任命された。1868年2月7日、聖パトリック勲章を授与された。1874年12月4日にキルデア統監に任命され、1892年に死去するまで務めた。ほかにもキルデア県とクイーンズ・カウンティの治安判事と副統監を歴任した。政治では保守党に所属した。
1876年時点でキルデア県に16,609エーカーの、クイーンズ・カウンティに2,688エーカーの領地を所有しており、これらの領地は年収10,466ポンド相当だった。領地の面積と相当年収は1883年時点でも同じだった。

### 競馬において

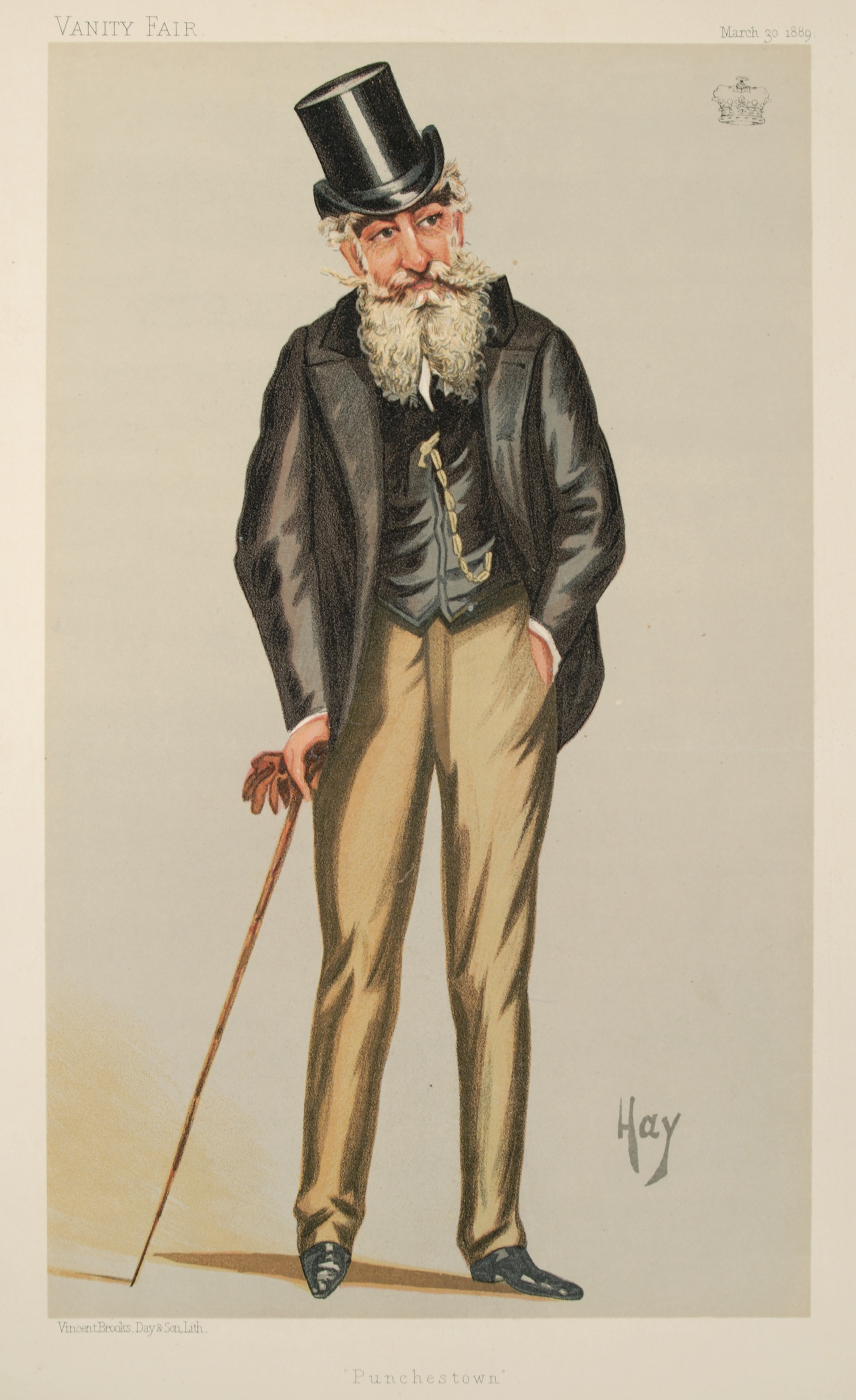
『バニティ・フェア』1889年3月30日号におけるカリカチュア。

1848年よりアイルランドにおける競馬に参入し、キルデア県モナステレヴィンのムーア・アビーで競走馬を育てた。1852年にアイリッシュ・ターフクラブに登録したのち、1863年に会員、1866年に理事（steward）、1867年に先任筆頭理事（senior steward）、以降1892年に死去するまで長年の間理事を務めた。アイルランドの競馬への貢献としてはアイルランドにおける障害競走のルール整備（1862年から1863年にかけて制定、1866年、1868年、1869年に改訂）、アイルランドナショナルハント障害レース委員会（Irish National Hunt Steeplechase Committee）の設立（1869年に設立、ドロヘダ侯爵は1872年に理事に就任）などが挙げられる。1889年にはアイルランドの競馬場をすべてアイリッシュ・ターフクラブの管轄下に置くことに成功した。また、イングランドのジョッキークラブの会員でもあり、1887年4月にアイルランド産の競走馬を外国産馬として分類する動きの阻止に成功した。
1860年代初期にパンチェスタウン競馬場の建設には資金を提供するなど主導的な役割を果たし、1868年4月と1882年4月の2度にわたってウェールズ公エドワード（のちの国王エドワード7世）と公妃アレクサンドラ（のち王妃）をパンチェスタウンに招待した。
ドロヘダ侯爵は下記の優勝馬を所有した。
- ウェストミーズ（Westmeath） - 1849年、1850年、1851年、1852年のキルデアハントカップ（Kildare Hunt cup）で優勝[1]
- ビウェア（Beware） - 1855年のキルデアハントカップで優勝[1]

### 死去
1892年6月29日に心臓発作によりロンドンのセント・ジェームズ・プレイス15号で死去、キルデア県モナステレヴィンで埋葬された。子女がおらず、ドロヘダ侯爵位とムーア男爵位は廃絶、ドロヘダ伯爵位は遠戚のポンソンビー・ウィリアム・ムーア（第5代ドロヘダ伯爵エドワード・ムーアの曽孫）が継承した。

## 家族
1847年8月25日、メアリー・キャロライン・ステュアート＝ウォートリー＝マッケンジー（Mary Caroline Stuart-Wortley-Mackenzie、1826年10月17日 – 1896年4月3日、第2代ウォーンクリフ男爵ジョン・ステュアート＝ウォートリー＝マッケンジーの娘）と結婚したが、2人の間に子供はいなかった。